# Tic de langage
Pour les articles homonymes, voir TIC.
Un tic de langage est un mot ou une expression que l'on utilise inconsciemment, machinalement, de façon exagérée ou incorrecte. C'est une métaphore par extension du mot « tic » appliquée à des mots ou expressions qui semblent incontrôlés. 
L'emploi de cette expression est courant dans les médias et dans les milieux de la communication, et dans l'usage général de la langue. Elle sert, selon certains linguistes, de catégorie « fourre-tout », employée généralement pour condamner l'usage d'un néologisme ou une expression à la mode.
En linguistique, la notion de « tic de langage » n'est pas utilisée, certains linguistes dénonçant régulièrement l'usage de cette expression.
En psychiatrie, l'expression est utilisée uniquement au sens premier et désigne des comportements involontaires et répétitifs, appelés aussi « stéréotypiques », qui impliquent l'appareil phonatoire, comme des bruits de bouche ou de gorge divers, la répétition incoercible d'un mot dénué de son sens (palilalie, écholalie) ou l'insertion automatique et régulière de mots vulgaires ou obscènes (coprolalie),.

## Catégories de mots concernés
Les mots qualifiés abusivement de « tic » font généralement partie d'une des catégories suivantes : néologisme, marqueur discursif, connecteur courant, anglicisme, cliché, pléonasme, argot.

## Exemples de mots ou expressions qualifiés de «tics de langage»

### Usage général

#### Fonction
Les professionnels de la communication appellent généralement ces tics des « mots béquilles » ou « mots tuteurs ». Ils semblent avoir plusieurs fonctions :
- permettre la respiration du locuteur (il peut ainsi réfléchir, se détacher de son propre discours tout en le maintenant), par exemple en répétant la question d'un interlocuteur pour avoir le temps de penser à la réponse, ou bien en utilisant le mot « euh »[7] ;
- éviter de se mettre en avant [réf. souhaitée] , en utilisant des phrases sans contenus ou génériques (ex : « c'est clair »[7], « j'avoue »[8], « grave »[7],[9], « c'est pas faux »[10], « carrément »[10]) ;
- montrer l'appartenance à un groupe sociologique ou générationnel référant[6] (ex : « branché », « nonobstant » ; « ça gère »[6] ; « complexe »[11]) ;
- se conformer à des modes langagières (ex : « gérer », « absolument », « incontournable », « genre »[12]).

#### Exemples
- Employer les « euh » à profusion[7] (onomatopée).
- Ponctuer à tout bout de champ ses phrases d'un « bref » en guise de liaison[13] ou d'un « voilà » en guise de conclusion[7],[14].
- Dire des expressions toutes faites, vides de sens (« point barre »[7], « tu vois ce que je veux dire ? »[7],[15], « c’est que du bonheur ! »[7], « j’ai envie de dire »[7], « c’est abusé »[7], « du coup »[7], « trop pas »[7], « genre »[12]).
- Dire « au jour d’aujourd’hui »[8] ou « voire même »[16] (tautologie, pléonasme).
- Dire « on est sur ... » (« aujourd'hui, on sera sur un suprême de volaille »[10] ; « on est sur Paris », à la place de « on est à Paris »[17]).
- Dire « bon courage ! » à la place de « bonne journée ! »[10],[18].
- Le fait de répéter deux (ou plusieurs) fois ses mots ou ses phrases.
- Ponctuer à tout bout de champ ses phrases d'un « du coup »[7], « donc, du coup », « pour le coup », des expressions fourre-tout dont le sens n'est pas toujours identifiable[19].
- Ponctuer à tout bout de champ ses phrases d'un « en fait »[20], « finalement » ou « au final »[21],[22], que ce soit au début, au milieu ou à la fin d'une phrase, voire plusieurs fois dans la même phrase, pour renforcer une argumentation.
- Dire « en vrai »[12],[20] au lieu de « en vérité », « en réalité » ou « je pense que ». Mais aussi dire « j'ai envie de dire »[7] au lieu de « on pourrait dire » ou « pourrait-on dire ».
- Dire « après » pour marquer l’idée de concession ou de conclusion, au lieu de « dès lors », ou « cela étant »[23].

### Politique

#### Personnalités anciennes
On a relevé chez Démosthène des expressions récurrentes qui peuvent apparaître comme des « tics » : invocations aux dieux, locutions proverbiales telles que « être à tel mouillage », « celui qui sème recueille les fruits », « une affaire d'Eurybate » (tromperie), « la proie des Mysiens » (butin facile). 
Dans le Dialogue des orateurs de Tacite, l'avocat Marcus Aper critique certaines tournures de Cicéron dont « son éternel Esse videatur ».

#### Personnalités françaises contemporaines
Dans le monde de la politique française et de la haute fonction publique, les tics de langage sont nombreux, souvent liés à la communication politique, notamment avec l'utilisation du « langage des énarques »,, la langue de bois ou les éléments de langage. Ceci reflète les tendances des individus à orienter leur discours pour influencer une certaine cible (électeur, usager, citoyen, etc.).
- Nicolas Sarkozy, à l'instar de Georges Marchais[31], est souvent cité pour son utilisation approximative de la langue française et pour les nombreux tics de langage qui parsèment ses discours et interventions politiques[31],[32],[33],[34],[35].
- Emmanuel Macron s’est vu moqué dès sa campagne pour la présidentielle par son usage fréquent, tournant au tic de langage, de l'expression « en même temps »[36], et d'autres par la suite, regroupées sous le vocable « Macronade » (à l'image des « Raffarinades » de Jean-Pierre Raffarin). Il en est de même du néologisme « Macroner » qui désigne le fait de se montrer très inquiet d'une situation, de le dire haut et fort, mais de ne rien faire pour résoudre le problème.

### Communication et marketing
Comme pour la politique, dans la communication médiatisée et le marketing, on a parfois dénoncé comme étant des tics les anglicismes ou les néologismes perçus comme du jargon.

#### Exemples
L'utilisation de termes anglophones abrégés, tirés du jargon informatique et de la communication (ASAP, B2B, B2C, etc.),, du télémarketing ou du « jargon de bureau » (« je reviens vers vous », « n’hésitez pas à revenir vers moi », « pas de souci »).

#### Confusion possible
Il arrive que même les éléments de langage soient parfois désignés comme des tics, surtout en cas de désaccord politique. Ainsi, des choix qui n'ont rien d'involontaire ou incontrôlé, mais qui visent précisément à influencer une certaine cible (usager, client ou « cible » marketing, action de lobbying, etc.), ont pu être dénoncés avec l'étiquette tics de marketing, ou tics de langage :
- utiliser le terme « produit phytosanitaire » ou « phytopharmaceutique » à la place de pesticide[41] ; de même, dire « vidéoprotection » au lieu de vidéosurveillance[42].